# پارک ملی لانین
پارک ملی لانین (به اسپانیایی: Parque nacional Lanín) یک پارک ملی در آرژانتین است که در استان نئوکن واقع شده‌است.